# Йохан Матеус Бехщайн
 Тази статия е за германския зоолог.  За производителя на пиана вижте К. Бехщайн Пианофортефабрик.  
Йохан Матеус Бехщайн (на немски: Johann Matthäus Bechstein) е германски зоолог и лесовъд.

## Биография
Роден е през 1757 година във Валтерсхаузен, Саксония-Гота-Алтенбург. По-късно е директор на лесовъдното училище в Майнинген. След смъртта на сина си осиновява своя племенник Лудвиг Бехщайн. Автор на множество публикации в областта на зоологията, Бехщайн е и един от първите общественици, ангажирани със защитата на животински видове, като прилепите, смятани за вредни по това време. Умира през 1822 година.